# Marie-Luise Jahn
Marie-Luise Jahn, född 28 maj 1918 i Sandlack i Kreis Bartenstein, död 22 juni 2010 i Bad Tölz i Bayern, var en tysk medlem av motståndsgruppen Vita rosen och sedermera läkare. Hon greps av Gestapo i oktober 1943 och dömdes av Volksgerichtshof till 12 års fängelse för högförräderi.